# Бажас
Ба́жас (кат. Bages) — район (кумарка) Каталонії. Столиця району — м. Манреза (кат. Manresa). Відповідно до нового адміністративного поділу Каталонії район повинен входити до Баґарії Центральна Каталонія.

## Муніципалітети
Населення муніципалітетів у 2006 р.
- Абіньо (кат. Avinyó) — населення 2.067 осіб;
- Агіла-да-Сагарра (кат. Aguilar de Segarra) — населення 235 осіб;
- Ал-Понт-да-Білумара-і-Рукафор (кат. Pont de Vilomara i Rocafort, el) — населення 3.154 особи;
- Артес (кат. Artés) — населення 4.949 осіб;
- Балсарень (кат. Balsareny) — населення 3.277 осіб;
- Ґайя (кат. Gaià) — населення 157 осіб;
- Калдес (кат. Calders) — населення 810 осіб;
- Калюс (кат. Callús) — населення 1.477 осіб;
- Кардона (кат. Cardona) — населення 5.232 особи;
- Кастельбель-і-ал-Біла (кат. Castellbell i el Vilar) — населення 3.307 осіб;
- Кастельґалі (кат. Castellgalí) — населення 1.282 особи;
- Кастельноу-да-Бажас (кат. Castellnou de Bages) — населення 791 особа;
- Кастельфуліт-дал-Бош (кат. Castellfollit del Boix) — населення 403 особи;
- Манреза (кат. Manresa) — населення 73.140 осіб;
- Марґанель (кат. Marganell) — населення 275 осіб;
- Муністрол-да-Монсаррат (кат. Monistrol de Montserrat) — населення 2.723 особи;
- Мура (кат. Mura) — населення 220 осіб;
- Набарклас (кат. Navarcles) — населення 5.638 осіб;
- Набас (кат. Navàs) — населення 5.731 особа;
- Ражадель (кат. Rajadell) — населення 451 особа;
- Сальєн (кат. Sallent) — населення 7.088 осіб;
- Сан-Бісенс-да-Кастальєт (кат. Sant Vicenç de Castellet) — населення 7.737 осіб;
- Сан-Жуан-да-Білатурраза (кат. Sant Joan de Vilatorrada) — населення 10.064 особи;
- Сан-Матеу-да-Бажас (кат. Sant Mateu de Bages) — населення 665 осіб;
- Санпазо (кат. Santpedor) — населення 6.037 осіб;
- Сан-Салбазо-да-Ґуардіола (кат. Sant Salvador de Guardiola) — населення 2.753 особи;
- Сан-Фаліу-Сасерра (кат. Sant Feliu Sasserra) — населення 638 осіб;
- Сан-Фруітос-да-Бажас (кат. Sant Fruitós de Bages) — населення 6.839 осіб;
- Суріа (кат. Súria) — населення 6.202 особи;
- Таламанка (кат. Talamanca) — населення 117 осіб;
- Фунульоза (кат. Fonollosa) — населення 1.208 осіб.

## Збільшення населення
| 1497 f | 1515 f | 1553 f | 1717   | 1787   | 1857   | 1877   | 1887   | 1900   | 1910   |
| ------ | ------ | ------ | ------ | ------ | ------ | ------ | ------ | ------ | ------ |
| 1.376  | 1.458  | 1.773  | 19.516 | 30.874 | 58.852 | 61.289 | 66.223 | 67.381 | 67.832 |

| 1920   | 1930   | 1940   | 1950    | 1960    | 1970    | 1981    | 1990    | 1992    | 1994    |
| ------ | ------ | ------ | ------- | ------- | ------- | ------- | ------- | ------- | ------- |
| 77.460 | 88.976 | 96.718 | 102.846 | 127.718 | 137.299 | 150.360 | 152.557 | 152.403 | 153.673 |

| 1996    | 1998    | 2000    | 2002    | 2004    | 2006    | 2008 | 2010 | 2012 | 2014 |
| ------- | ------- | ------- | ------- | ------- | ------- | ---- | ---- | ---- | ---- |
| 152.586 | 152.635 | 153.776 | 157.870 | 165.123 | 173.236 | -    | -    | -    | -    |